# 쿠퍼스 힐 치즈 롤링 앤드 웨이크

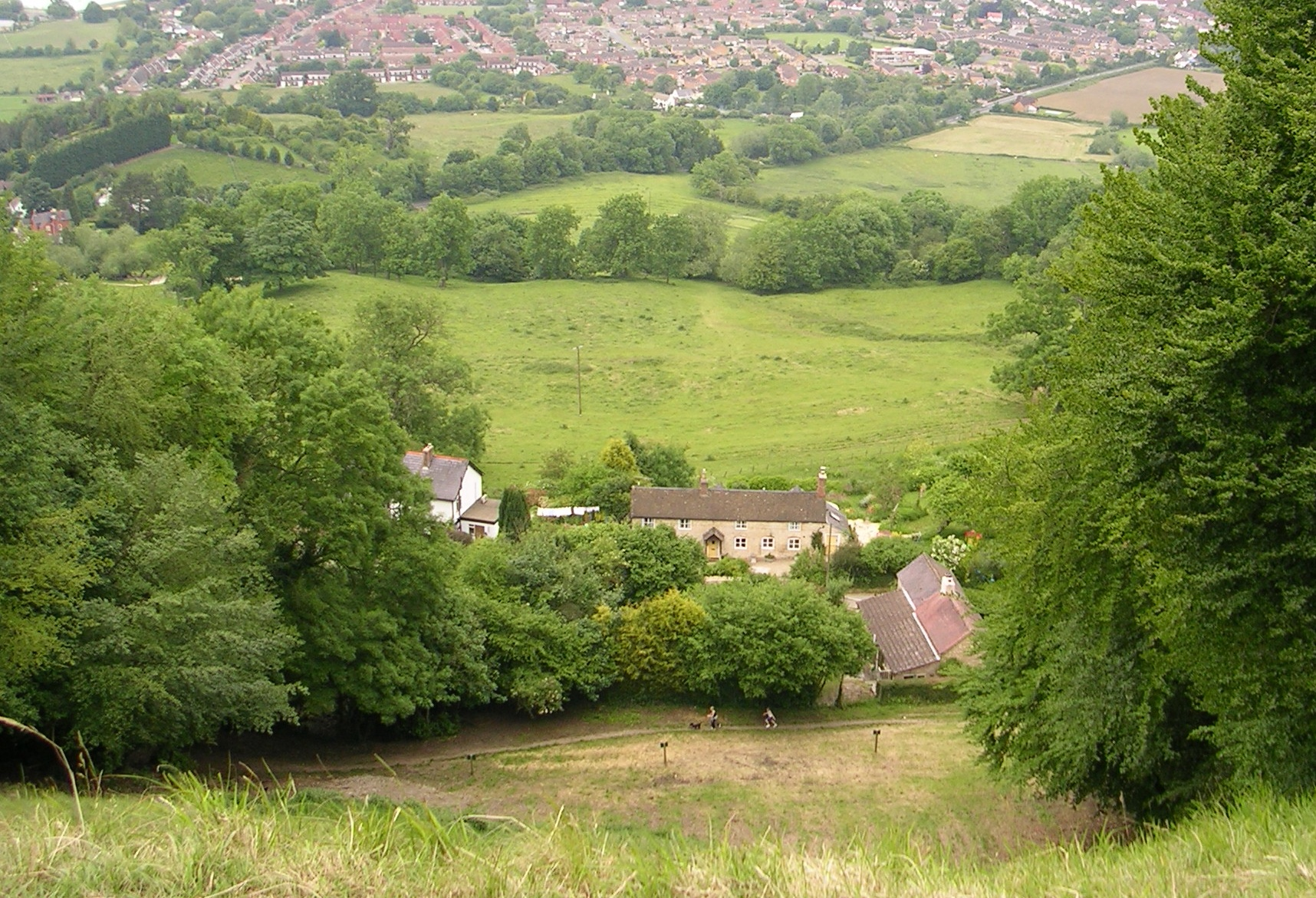
쿠퍼스힐에서 내려다본 모습

쿠퍼스 힐 치즈 롤링 앤드 웨이크(Cooper's Hill Cheese-Rolling and Wake)는 영국 글로스터 근처 브록워스의 쿠퍼스 힐에서 스프링 뱅크 홀리데이에 개최되는 연례 행사이다. 참가자들은 더블 글로스터 치즈 바퀴를 쫓아 180m 길이의 언덕을 경주한다. 이 전통이 언제 처음 시작되었는지는 불확실하며, 1826년에 처음으로 서면으로 증명된 것보다 훨씬 오래되었을 것으로 추정된다. 이 행사는 마을 사람들이 개최하는 오랜 전통을 가지고 있지만 이제는 전 세계의 사람들이 참여한다. 가디언은 호주, 벨기에, 캐나다, 이집트, 독일, 일본, 뉴질랜드 및 미국에서 우승자가 나오는 "세계적으로 유명한 행사"라고 불렀다.